# 黑龙江省社会科学院
黑龙江省社会科学院坐落于黑龙江省哈尔滨市松北区世博路1000号，是黑龙江省人民政府直属的综合性社会科学研究机构，也是具有硕士学位授予点的五家地方社科院之一。

## 历史沿革
黑龙江省社会科学院的前身，是1960年建立的中国科学院黑龙江分院哲学社会科学学部和1964年成立的黑龙江省哲学社会科学研究所。
1979年，经中共黑龙江省委批准，组建黑龙江省社会科学院，开始招收硕士研究生。
2012年，黑龙江省社会科学院与黑龙江大学签署全面战略合作协议，依托各自科研优势、平台资源优势，在决策咨询服务、课题研究、平台建设、人才培养、信息共享等领域深化合作。
2013年，中国社会科学院将黑龙江省社会科学院研究生学院列为“中国社会科学院教育实践基地”。

## 组织机构

### 研究所
文学研究所、历史研究所、马克思主义研究所、经济研究所、东北亚研究所、农村和农村发展研究所、社会学研究所、政治学研究所、俄罗斯研究所、法学研究所、犹太研究中心、民族研究所。

### 市（地）分院
大庆分院、伊春分院、双鸭山分院、大兴安岭分院、齐齐哈尔分院、绥化分院、七台河分院、牡丹江分院、佳木斯分院、鸡西分院、黑河分院、鹤岗分院。

### 研究中心
邓小平理论研究中心、东北亚和国际问题研究中心、对俄法律咨询中心、省廉政建设研究中心、萧红国际研究中心、渤海国史研究中心、黑龙江省反邪教研究中心、乡镇发展与建设研究中心、日本问题研究中心、黑龙江伊玛堪研究中心、黑龙江省工运理论研究中心、黑龙江省残疾人事业发展研究中心、中俄自贸区研究中心地方法治研究中心。

## 研究生教育
研究生学院有6个一级学科硕士点，社会工作和公共管理2个专业硕士点，世界史、政治学2个省（级）重点学科和世界史、政治学、社会学3个省级创新学科。年均招生80—100人。与中共黑龙江省委宣传部共建马克思主义学院。
截止到2021年9月，黑龙江省社会科学院共招收1271名研究生，已毕业1000多人。其中有90多人留院工作并成为专家学者、骨干中坚；100多人考取博士进一步深造；在各级党政部门担任处级及以上领导职务100多人；在高校担任高级专业技术职务160多人；在国有企业、大型民企、外企中担当骨干人才的达数百人。

## 学术成果与学科评估
建院以来，全院共发表各类科研成果2万余项，其中，专著、编著、译著800余部，发表学术论文9000余篇；承担国家级和省级重要项目550余项，其中，承担国家社科基金项目111项（重点项目3项、特别委托项目4项、专项项目2项）、东北边疆工程项目17项，获省社科研究规划项目387项（重点项目42项、委托项目18项）、省科技攻关项目40余项。
黑龙江省社会科学院办有《中国—俄罗斯经济合作发展报告（中俄文版）》《黑龙江经济发展报告》《黑龙江社会发展报告》《黑龙江地方治理发展报告》《黑龙江文学发展报告》《中国东北地区发展报告》等系列皮书。《要报》《信息专报》等智库成果载体。办有5种学术期刊：《学习与探索》《黑龙江社会科学》《西伯利亚研究》《黑龙江民族丛刊》《中国—东北亚国家年鉴》，《学习与探索》是黑龙江省唯一入评全国百强的学术核心期刊。
在教育部于2017年公布的全国第四轮学科评估结果中，黑龙江省社会科学院有2个学科上榜，分别为：政治学C-，世界史C-。